# Alexejew I-215
Die Alexejew I-215 (russisch Алексеев И-215) war ein sowjetisches experimentelles Jagdflugzeug. Es wurden nur Prototypen dieses Flugzeugtyps gebaut.

## Entwicklung
Form und Abmessungen dieser Maschine entsprachen weitgehend der Alexejew I-211. Hauptunterschied waren die verwendeten Triebwerke, außerdem sollte die I-215 ein Radargerät im Rumpfbug erhalten. Der Erstflug fand am 18. April 1948 statt, die Werkserprobung wurde am 20. Juni des Jahres abgeschlossen. Anschließend wurde noch die Bewaffnung am 23. und 24. Juni am Boden getestet. Obwohl sich die Produktion Anfang 1948 in Vorbereitung befand, ging die I-215 aufgrund der der MiG-15 und La-15 zugestandenen Priorität nicht in Serie. 
Nach der Erprobung wurde das OKB von Alexejew am 21. Juni 1948 geschlossen und der Konstrukteur übernahm die Leitung des aus deutschen Spezialisten bestehenden OKB-1 (siehe Aktion Ossawakim). Dort entstand 1950 noch eine weitere Maschine mit – erstmals in der sowjetischen Luftfahrt – überarbeitetem Tandemfahrwerk (I-215D oder auch Flugzeug 155), mit dem das Fahrwerk des im OKB-1 entwickelten Bombers 150 erprobt werden sollte. Die Versuche mit dem deutschen Testpiloten Ludwig Hoffmann begannen am 6. Juni und umfassten hauptsächlich Rollversuche mit bis zu 180 km/h. Lediglich fünf Flüge wurden während der über einjährigen und am 14. Juni 1951 beendeten Erprobung absolviert. Zudem übernahm in diesem Zeitraum das Institut für Flugforschung alle weiteren Arbeiten, da von sowjetischer Seite eine absichtliche Verschleppung vermutet wurde. Es konnten allerdings alle Berechnungen bestätigt werden und das Tandemfahrwerk fand im Flugzeug 150 sowie anderen sowjetischen Konstruktionen wie der Jakowlewschen Reihe Jak-25 bis Jak-28 oder dem Bombenflugzeug M-4 Verwendung.
Auf Basis der I-215 entstand noch das Projekt I-216 mit vorgesehener großkalibriger Kanonenbewaffnung, die zwei 76-mm-MK mit je 15 Schuss umfassen sollte. Außerdem entwickelte Alexejew auf der Grundlage deutscher Forschungsarbeit den Entwurf I-217 mit negativer Flügelpfeilung (siehe dazu EF 131). Keines davon wurde verwirklicht.

## Technische Daten
| Alexejew I-215        | Alexejew I-215                                                                          |
| --------------------- | --------------------------------------------------------------------------------------- |
| Konstrukteur          | Semjon Alexejew                                                                         |
| Baujahr               | 1947                                                                                    |
| Besatzung             | 1 Pilot                                                                                 |
| Länge                 | 14,54 m                                                                                 |
| Spannweite            | 12,25 m                                                                                 |
| Höhe                  | 3,80 m                                                                                  |
| Flügelfläche          | 25,00 m²                                                                                |
| Flügelstreckung       | 6,0                                                                                     |
| Leermasse             | 4.000 kg                                                                                |
| Startmasse            | normal 6.890 kg maximal 7.000 kg                                                        |
| Antrieb               | zwei RD-500 (Rolls-Royce Derwent)                                                       |
| Leistung              | je 15,6 kN (1.590 kp)                                                                   |
| Höchstgeschwindigkeit | 960 km/h in 6.000 m Höhe 910 km/h in 4.000 m Höhe 970 km/h in Bodennähe                 |
| Marschgeschwindigkeit | 720 km/h                                                                                |
| Steigleistung         | 2:42 min auf 5.000 m Höhe                                                               |
| Dienstgipfelhöhe      | 14.000 m                                                                                |
| Reichweite            | normal 1.700 km maximal 2.300 km                                                        |
| Bewaffnung            | drei 37-mm-MK oder zwei 57-mm-MK diverse Raketen sowie Waffenzuladungen bis zu 1.000 kg |